# Aire d'attraction du Cateau-Cambrésis
L'aire d'attraction du Cateau-Cambrésis est un zonage d'étude défini par l'Insee pour caractériser l’influence de la commune du Le Cateau-Cambrésis sur les communes environnantes. Publiée en octobre 2020, elle se substitue à l'aire urbaine du Cateau-Cambrésis, qui comportait 2 communes dans le zonage de 2010.

## Définition
L'aire d'attraction d'une ville est composée d’un pôle, défini à partir de critères de population et d’emploi ainsi que d’une couronne constituée des communes dont au moins 15 % des actifs travaillent dans le pôle. Le pôle d’attraction constitue ainsi un point de convergence des déplacements domicile-travail,.

## Géographie
L’aire d'attraction du Cateau-Cambrésis est une aire intra-départementale qui comporte 11 communes dans le département du Nord. 

### Carte

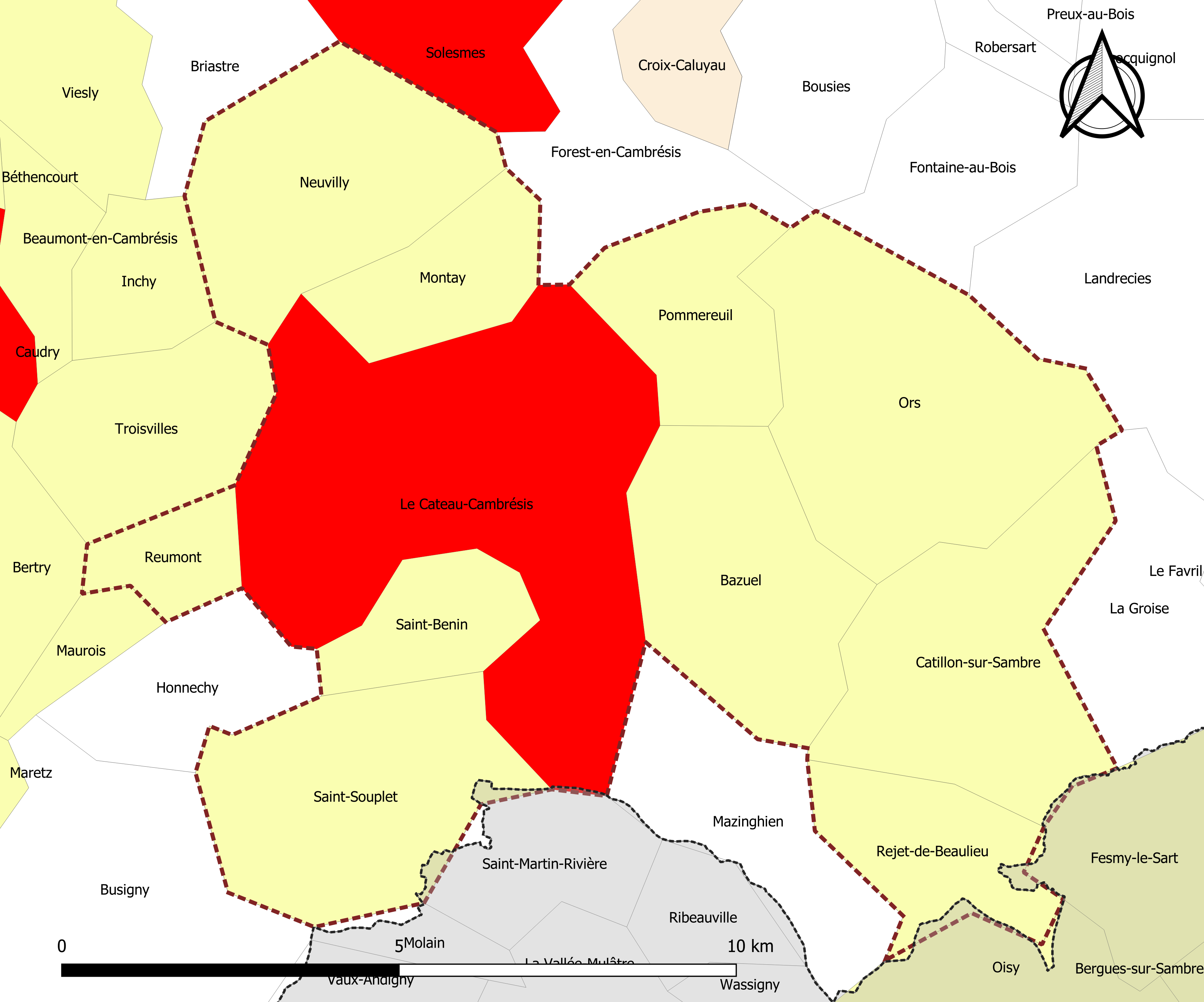
Carte de l'aire d'attraction du Le Cateau-Cambrésis.
Commune-centre
Commune de la couronne

### Composition communale
| Nom                                  | Code Insee | Département | Statut                 | Superficie (km2) | Population (dernière pop. légale) | Densité (hab./km2) | Modifier                                    |
| ------------------------------------ | ---------- | ----------- | ---------------------- | ---------------- | --------------------------------- | ------------------ | ------------------------------------------- |
| Le Cateau-Cambrésis (commune-centre) | 59136      | Nord        | commune-centre         | 27,24            | 6 846 (2022)                      | 251                | modifier les données · modifier les données |
| Bazuel                               | 59055      | Nord        | commune de la couronne | 11,81            | 549 (2022)                        | 46                 | modifier les données · modifier les données |
| Catillon-sur-Sambre                  | 59137      | Nord        | commune de la couronne | 13,03            | 783 (2022)                        | 60                 | modifier les données · modifier les données |
| Montay                               | 59412      | Nord        | commune de la couronne | 5,51             | 275 (2022)                        | 50                 | modifier les données · modifier les données |
| Neuvilly                             | 59430      | Nord        | commune de la couronne | 12,57            | 1 091 (2022)                      | 87                 | modifier les données · modifier les données |
| Ors                                  | 59450      | Nord        | commune de la couronne | 17,76            | 639 (2022)                        | 36                 | modifier les données · modifier les données |
| Pommereuil                           | 59465      | Nord        | commune de la couronne | 6,45             | 779 (2022)                        | 121                | modifier les données · modifier les données |
| Rejet-de-Beaulieu                    | 59496      | Nord        | commune de la couronne | 6,35             | 227 (2022)                        | 36                 | modifier les données · modifier les données |
| Reumont                              | 59498      | Nord        | commune de la couronne | 2,77             | 341 (2022)                        | 123                | modifier les données · modifier les données |
| Saint-Benin                          | 59531      | Nord        | commune de la couronne | 4,66             | 341 (2022)                        | 73                 | modifier les données · modifier les données |
| Saint-Souplet                        | 59545      | Nord        | commune de la couronne | 12,66            | 1 197 (2022)                      | 95                 | modifier les données · modifier les données |

## Démographie
Cette aire est catégorisée dans les aires de moins de 50 000 habitants, une catégorie qui regroupe 12,2 % de la population au niveau national,.